# Иса Челебија
Иса Челебија (тур. İsa Çelebi; 1380 — 1406) је био син султана Бајазита I (1389—1403) и владар дела Отоманске империје (1402—1403), током грађанског рата који уследио након Ангорске битке 1402. године. Он је после битке завладао Бурсом и околином 1402. године, али га је брат Муса, у име њиховог брата Мехмета потиснуо са тих поседа. Иса је потом побегао прво код Византинаца у Цариград, а затим код свог преосталог брата Сулејмана, који је владао европским делом Бајазитове државе. Они су му пружили војну подршку и он је 1404. године на челу велике војске прешао у Малу Азију. Његов циљ је био да потисне Мехмеда и поврати Бурсу, али је поражен у борби са њим. Његова даља судбина није позната, сматра се да је током те или наредних година изгубио живот. 

## Позадина
Иса је био један од синова Бајазита I, османског султана. Његова мајка је била Девлетшах Хатун, ћерка Сулејман Шаха и Мутахара Абиде Хатун, ћерке султана Веледа. Иса је радио као гувернер санџака у Анталији и борио се у бици за Анкару 1402. године са својим оцем. Османска војска је поражена, Бајазита I заробио је Тамерлан, а Иса је побегао у западну Анадолију.

## Османски интерегнум
1403. године, након што је сазнао за очеву смрт у заточеништву, почео је да се бори за  трон против своје браће Мехмета Челебија, Мусе Челебија и Сулејмана Челебија. Борио се против Мусе да би стекао контролу над Бурсом, анадолском престоницом царства. Победио је Мусу и освојио контролу над делом анадолијске територије царства. Европска територија, Румелија, била је под контролом Сулејмана, а источни део анадолијске територије под контролом Мехмета (будућег Мехмета I). Осећајући да су његове земље крхке, смештене између браће са обе стране, потписао је уговор о пријатељству са византијским царем Манoјлом II Палеологом и одбио Мехметов предлог да с њим подели анадолијски део царства, на основу тога што је он старији брат и имао је право на целу територију. Након овог одбијања, поражен је од Мехмета у бици код Улубада 1405. У овој бици је изгубио и везира Тимурташа, који је био искусан државник. Побегао је у Румелију преко византијских територија.
Састао се са Сулејманом, који је подржавао његов циљ у Анадолији. Са свежим трупама које му је пружио Сулејман, вратио се у Анадолију и покушао да поврати Бурсу. Иако није успео, удруживши се са анатолским беговима, које је његов отац Бајазит I заробио, али који су стекли независност након Бајазитовог пораза у бици код Анкаре, наставио је да се бори против Мехмета. Међутим, после низа пораза и издаје својих савезника, Иса је одустао од рата за престо.
Према историчару Јозефу фон Хамеру, након што је изгубио борбу, Иса се сакрио. Према другим изворима, међутим, приметили су га у јавном купалишту (турски: хамам) у Ескишехиру и убили га Мехметови партизани 1406. године.

## Последице
Након његове смрти, интерегнум се наставио до 1413. 
1413. године, Мехмед је постао једини владар царства као и Мехмед I након пораза Мусе. Још један од браће, Мустафа Челебија, који се скривао током интерегнума , касније је водио две неуспеле побуне против престола, једну против Мехмета 1416. године, а другу 1421. против свог сестрића Мурата II. Мурат је прозвао Мустафу Челебија Мустафом Лажним и погубио га.